# Autostrada A11 (Francja)
Autostrada A11 (fr. Autoroute A11) także L'Océane (Oceanka) – autostrada w zachodniej Francji w ciągu tras europejskich E50, E60, oraz E501.